# Vilayet de Bagdad
1869–1918
Entités précédentes :
- Eyalet de Bagdad

Entités suivantes :
- Mandat britannique de Mésopotamie

Le vilayet de Bagdad — en turc ottoman : ولايت طونه (Vilâyet-i Bagdad) — est un vilayet de l'Empire ottoman. Créé en 1869, il disparaît en 1918. Sa capitale est Bagdad.

## Histoire

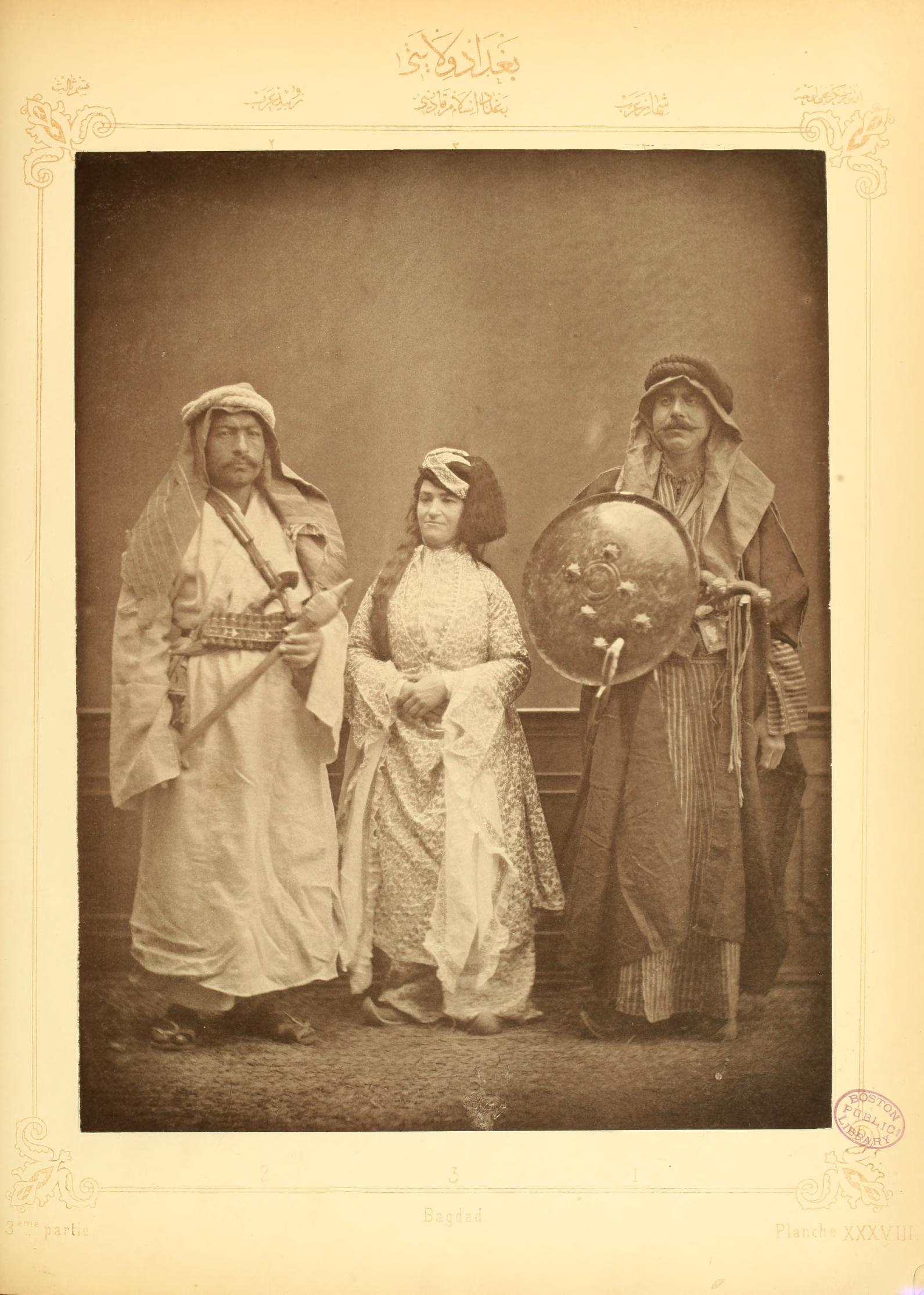
Costumes du vilayet de Bagdad : hommes bédouins Chammar et Zobeïd, dame citadine de Bagdad. Pascal Sebah, 1873.

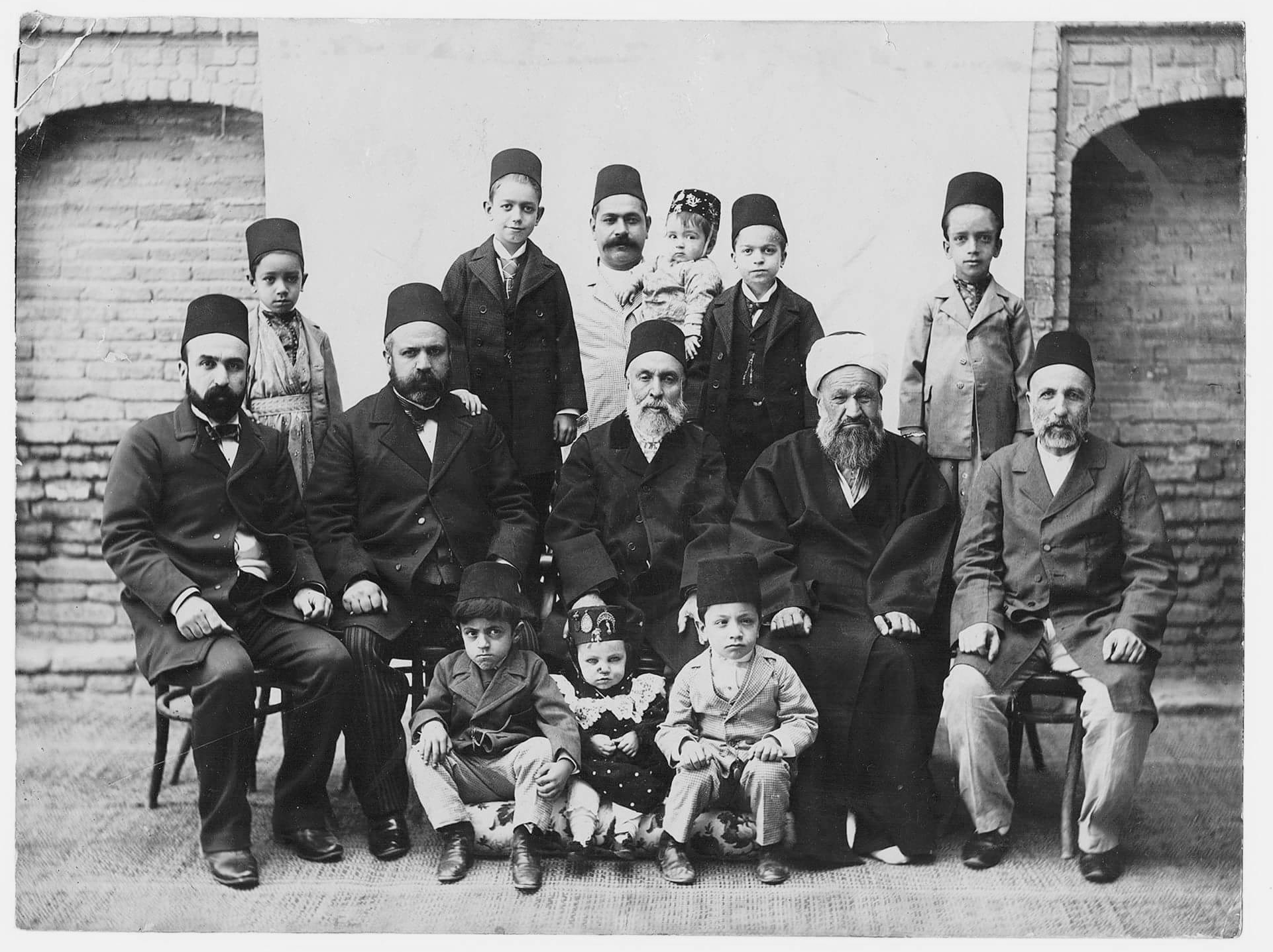
Al-shakir Effendi's Famille de Bagdad, 1901

Le vilayet remplace l'eyalet de Bagdad en 1869. Son premier gouverneur, Midhat Pacha, entreprend de rétablir l'autorité ottomane en Arabie jusqu'au Nejd et au Qatar.
Le vilayet de Bassora est détaché de celui de Bagdad en 1885.
En 1892, Jassim bin Mohammed Al Thani (en), émir du Qatar, remporte la bataille d'al-Wajbah (en) et chasse la petite garnison ottomane. Le Qatar accède ainsi à une indépendance de fait.
Le chemin de fer de Bagdad relie Bagdad à Alep et aux portes du Taurus à la veille de la Première Guerre mondiale mais le tronçon qui le relie à l'Anatolie n'est achevé que pendant la guerre tandis que ce sont les occupants britanniques qui construisent le tronçon de Bassora à Bagdad en 1917-1918 pendant la campagne de Mésopotamie.
La 4e armée ottomane est stationnée en Irak, avec son état-major à Bagdad, de 1911 à 1914. Elle est alors transférée en Syrie ottomane pour mener l'offensive contre le canal de Suez (janvier-février 1915) qui est un échec. La 6e armée ottomane est créée en septembre 1915 pour faire face à l'armée britannique des Indes dans la campagne de Mésopotamie.
Après la prise de Bagdad par les Britanniques en 1917, l'Irak passe sous administration britannique sous la direction du général Percy Cox. Au traité de Sèvres en 1920, les vilayets de Bagdad, Bassora et Mossoul deviennent le Mandat britannique de Mésopotamie.

## Territoire
Le vilayet est situé aux franges orientales de l'empire, entre le vilayet de Mossoul au nord et le vilayet de Bassora au sud.

## Subdivisions
Le vilayet est divisé en quatre sandjaks :
- le sandjak de Bagdad ;
- le sandjak de Diwaniya ;
- le sandjak de Kerbala ;
- le sandjak du Nejd (transféré au vilayet de Bassora en 1875).

## Images

Images du vilayet de Bagdad
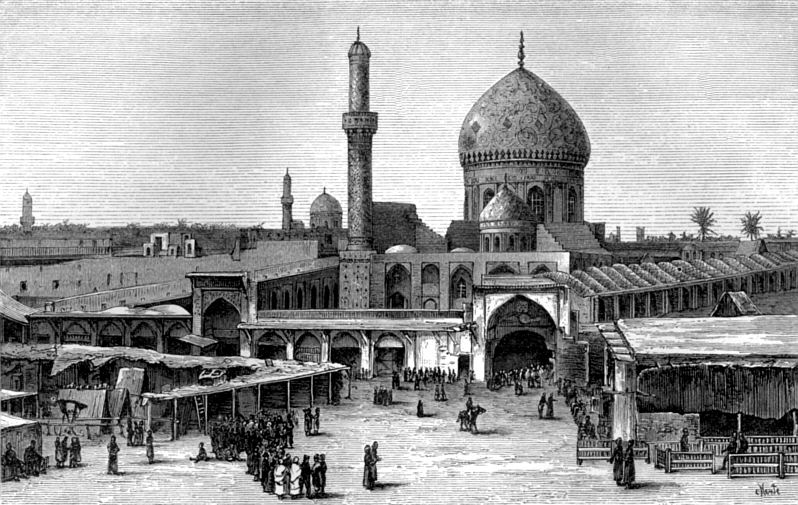
Place du marché à Bagdad par John Philip Newman, 1876.
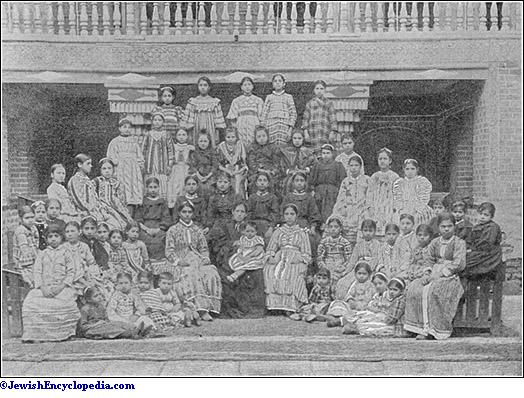
École féminine juive de l'Alliance israélite universelle à Bagdad, XIXe siècle
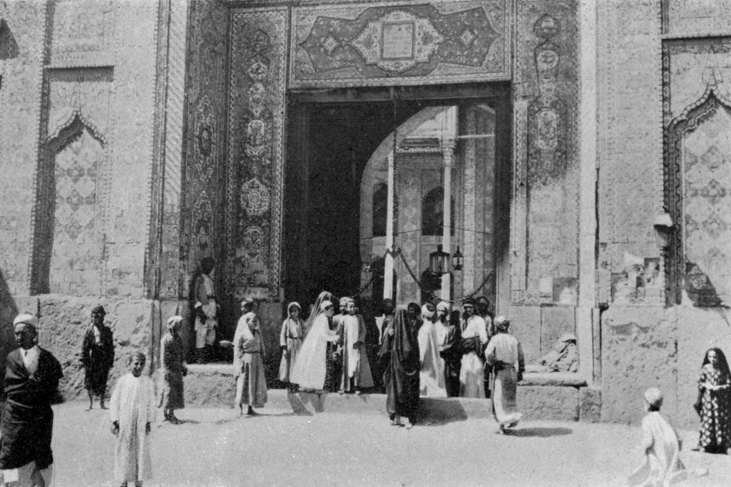
Bagdad, par Sven Hedin, 1918
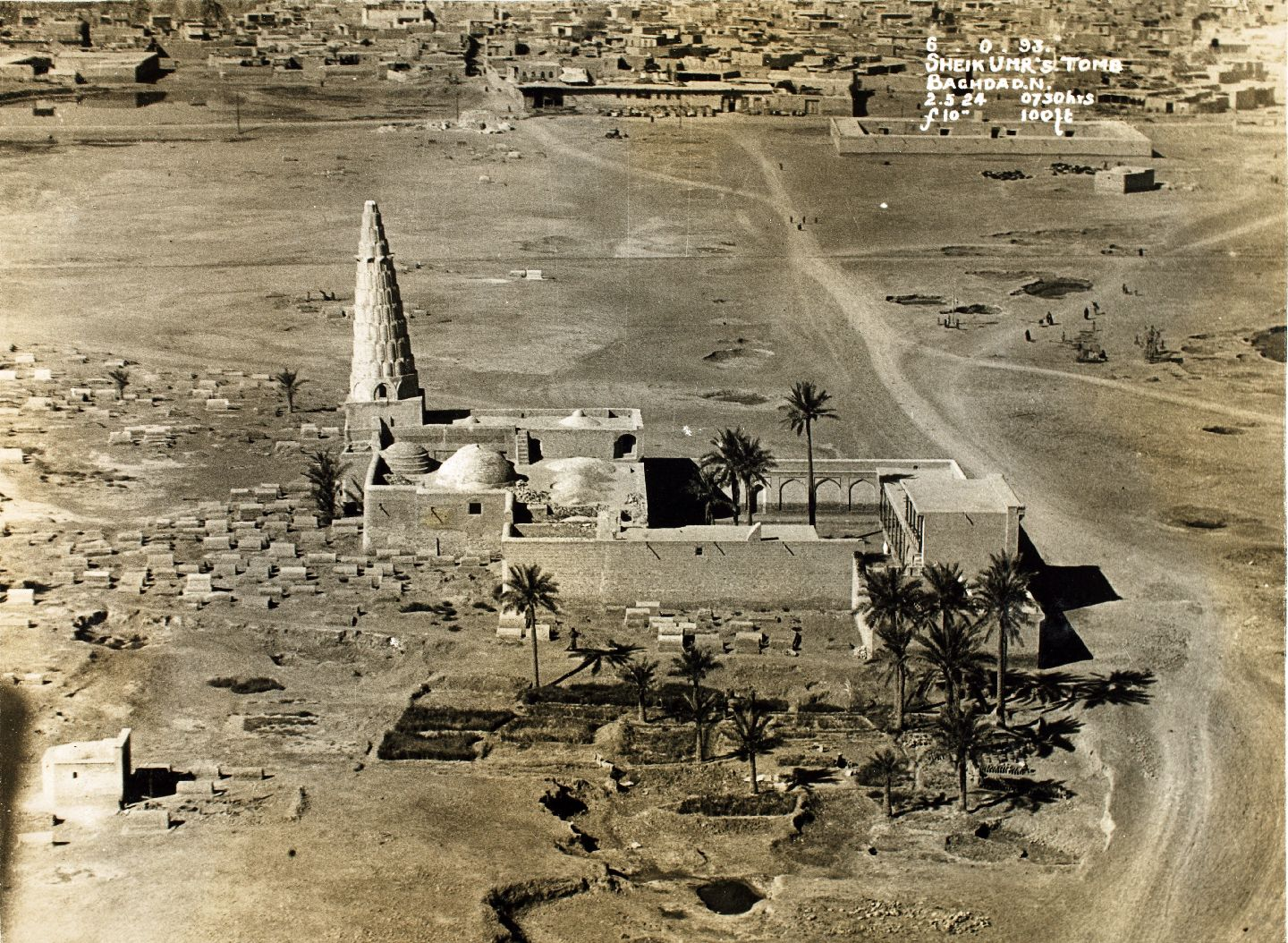
Tombe de Cheikh Umar à Bagdad, 1924
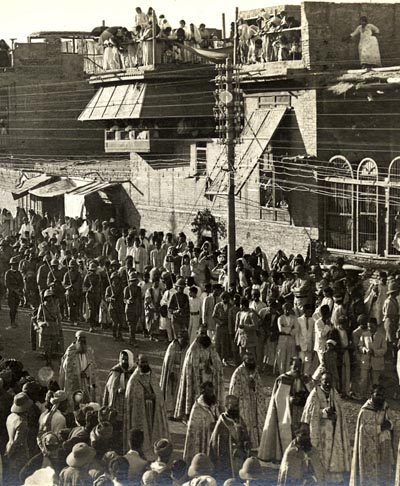
Fête chaldéenne catholique du Corpus Christi à Bagdad vers 1920
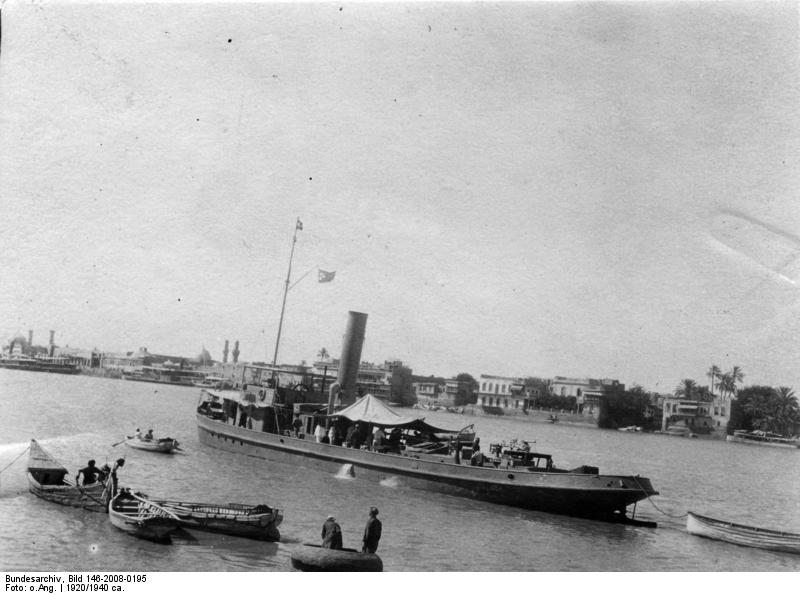
Canonnière sur le Tigre, v. 1920